# Буда Крачунешти (Бузау)
Буда Крачунешти (рум. Buda Crăciunești) насеље је у Румунији у округу Бузау у општини Числау. Oпштина се налази на надморској висини од 240 m.

## Становништво
Према подацима из 2002. године у насељу је живело 920 становника, од којих су сви румунске националности.